# Alfabet azerbejdżański
Alfabet azerbejdżański – alfabet służący do zapisu języka azerbejdżańskiego. W języku azerbejdżańskim wykorzystuje się trzy warianty alfabetu: łaciński (w Azerbejdżanie), arabski (w Iranie) i cyrylicki (w rosyjskim Dagestanie).

## Historia

### Alfabet arabski

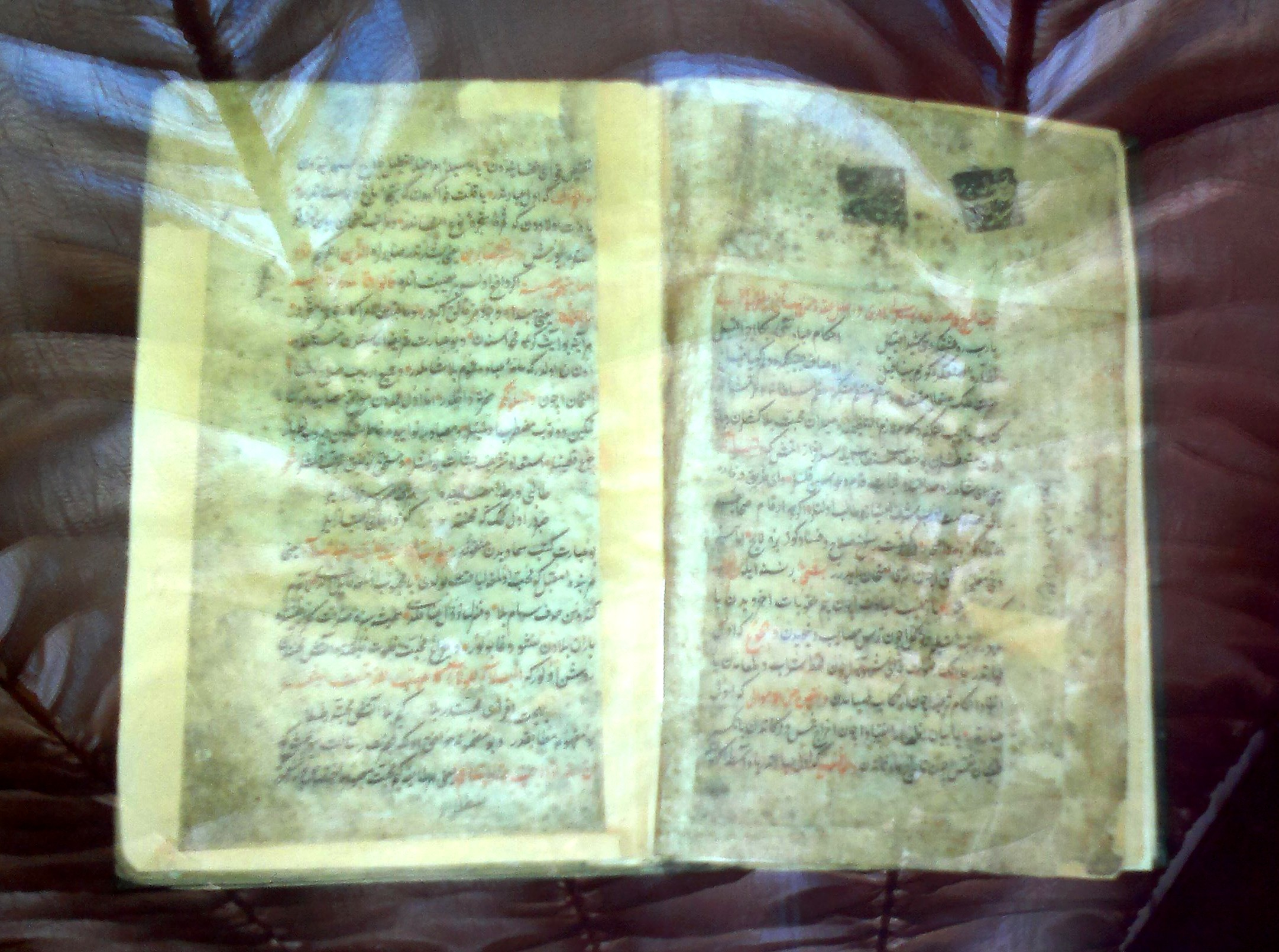
Kartki z pracy Fuzulego „Hadikat as-su’ada” („Ogród szczęścia”) w języku azerbejdżańskim zapisanym alfabetem arabskim. Początek XIX wieku. Muzeum Historii Azerbejdżanu.

Do 1922 roku Azerowie używali pisma arabskiego z dodatkowymi znakami charakterystycznymi dla języków tureckich (ڭ , گ , ۋ , ﭺ , پ , ژ‬). Był to dość skomplikowany system zapisu, na co zwracali uwagę wybitni przedstawiciele kultury azerskiej. Na przykład już w XVI wieku poeta Fuzuli zwrócił uwagę na złożoność pisma arabskiego. W Azerbejdżańskiej SRR alfabet arabski był używany (w ostatnich latach równolegle z łacińskim) do 1929 roku. Azerowie mieszkający w Iranie nadal posługują się pismem arabskim, ale pisownia nie jest standaryzowana.

### Alfabet łaciński

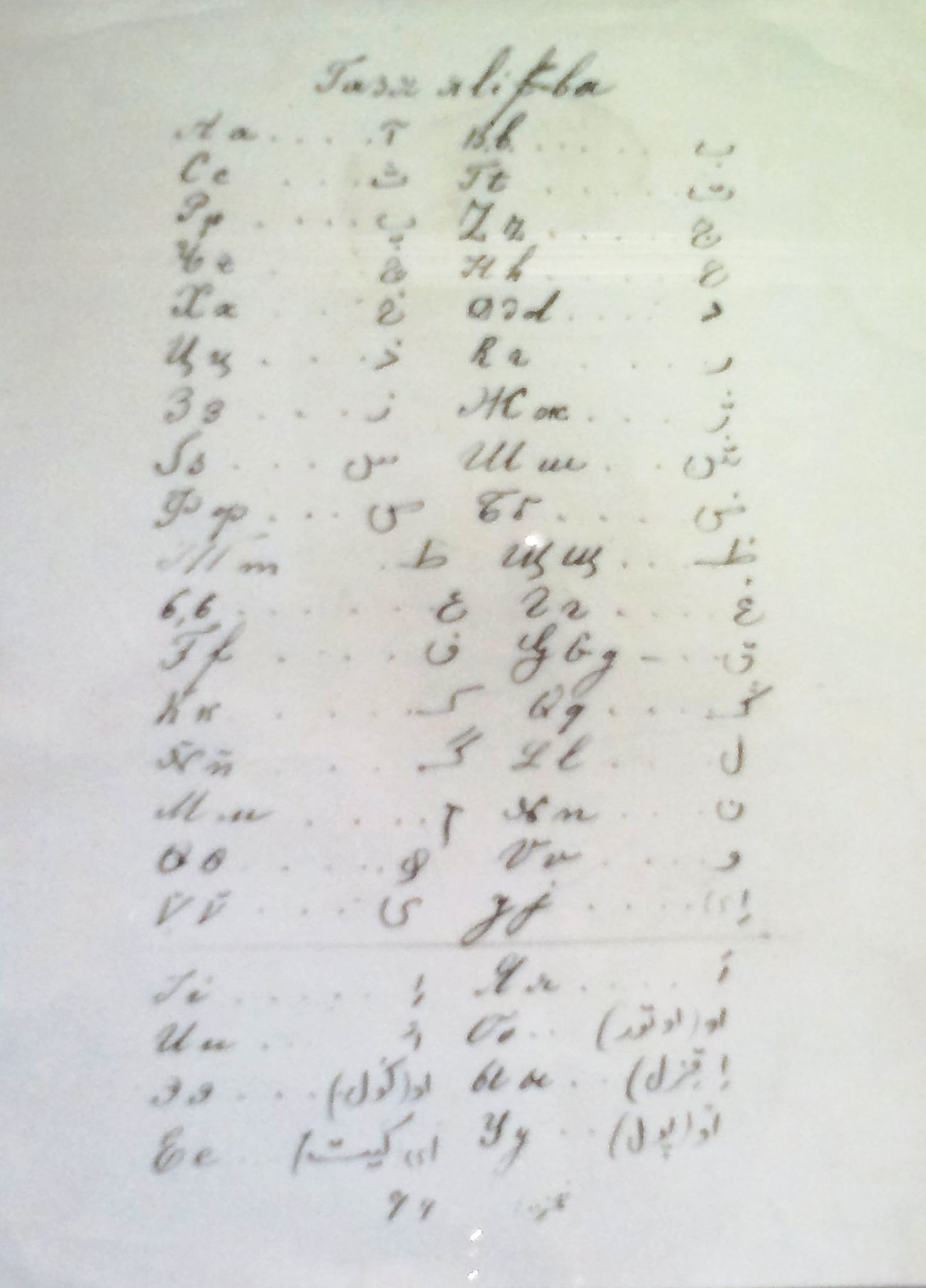
Szkic nowego alfabetu, opracowany przez Mirzə Fətəli Axundova w połowie XIX wieku. Muzeum Historii Azerbejdżanu.

Pierwsze projekty latynizacji pisma azerbejdżańskiego pojawiły się w połowie XIX wieku. Jedną z wersji nowego alfabetu stworzył Mirzə Fətəli Axundov, ale jego propozycje nie zostały wprowadzone w życie. Już w 1857 roku Axundov opisał po persku swój pierwszy projekt reformy alfabetu azerbejdżańskiego opartego na arabskim, w którym wskazał wady pisma arabskiego i zaproponował sposoby ich wyeliminowania. W 1863 roku Axundov udał się w podróż do Konstantynopola, stawiając sobie za cel znalezienie poparcia dla swojego projektu. Pomimo zaszczytów okazywanych Axundovowi, jego projekt został odrzucony przez Towarzystwo Naukowe „Andżuman-Danisz”. W odpowiedzi Axundov zaproponował „całkowite odrzucenie alfabetu islamskiego, przyjęcie europejskiego systemu pisma i, odpowiednio, pisanie od lewej do prawej”… itd. Axundov opracował nowy alfabet oparty na łacińskim i zawierający 42 znaki (32 spółgłoski i 10 samogłosek).
Na początku XX wieku kwestia przejścia na alfabet łaciński była wielokrotnie podnoszona przez azerską inteligencję. Cəlil Məmmədquluzadə, Nəriman Nərimanov i inni opowiadali się za zastąpieniem alfabetu arabskiego łacińskim. W 1919 roku przy Ministerstwie Edukacji Demokratycznej Republiki Azerbejdżanu utworzono komisję, której zadaniem było opracowanie nowego alfabetu. Jeden z projektów przedstawionych przez A. Efendizade został zatwierdzony.
Alfabet Efendizade: a ä b c ç d e ë f g h i j k l m n n̈ o ö p q ƣ r s t u v w x y z ƶ ’(apostrof)
Wybuch wojny domowej w Rosji uniemożliwił realizację tego projektu. Po proklamowaniu Azerbejdżańskiej SRR kwestia latynizacji pisma azerbejdżańskiego została ponownie uznana za istotną. Po długich dyskusjach, w 1922 roku nowy alfabet został zatwierdzony, a w 1925 roku został wprowadzony do użytku równolegle z arabskim.
Alfabet z 1922 roku: Aa Bb Cc Çç Dd Ee Əə Ff Gg Ƣƣ Hh Ii  Jj Kk Ll Mm Nn Ŋŋ Oo Ɵɵ Pp Qq Rr Ss Tt Uu Vv Xx Yy Zz Ƶƶ  ’ (apostrof)

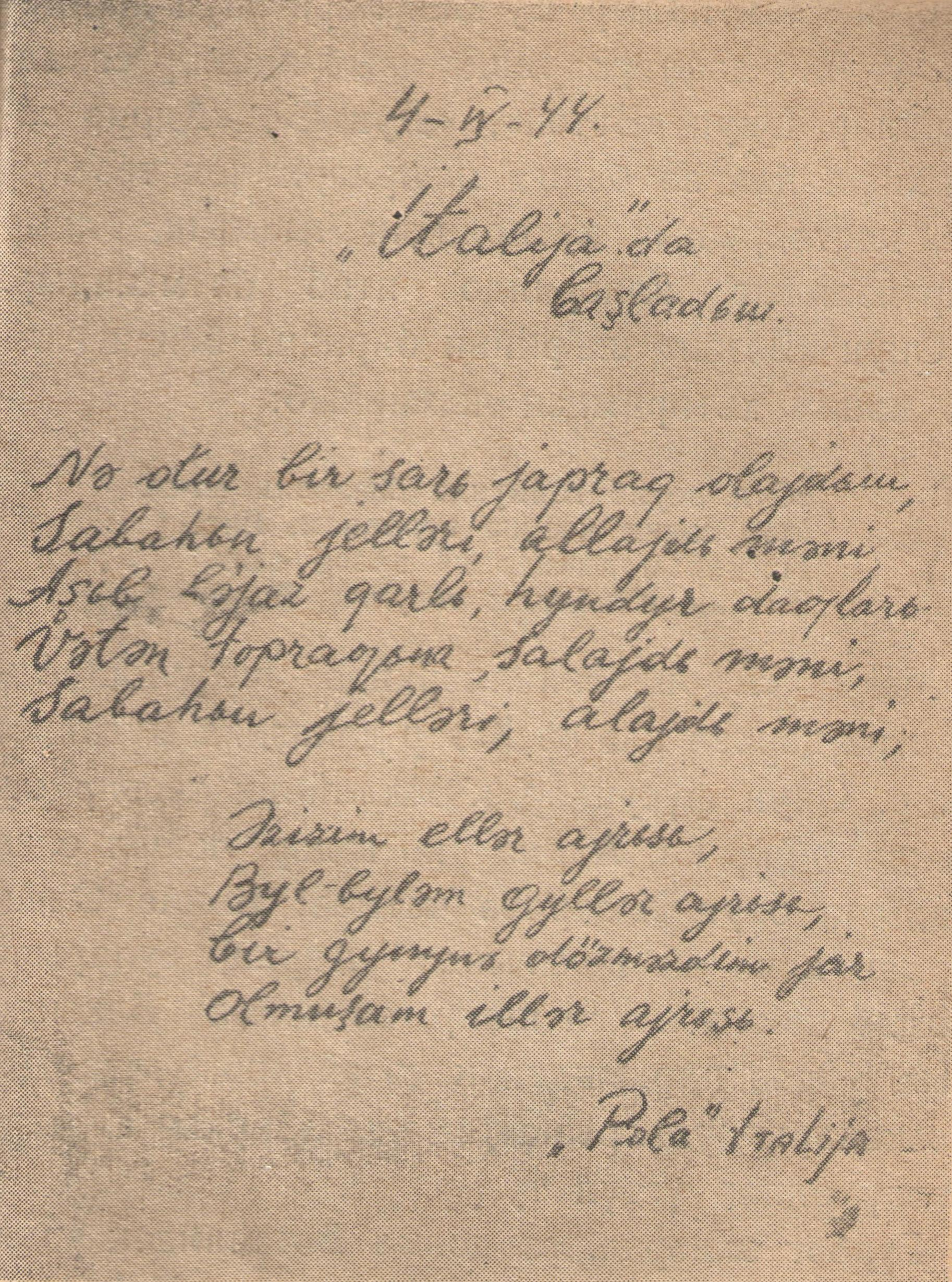
Wiersz napisany łacinką przez Mehdiego Hüseynzadə w kwietniu 1944 roku

W 1926 roku rozpoczęły się dyskusje na temat ulepszenia nowego alfabetu. W maju 1926 r. przewodniczący Centralnego Komitetu Wykonawczego Azerbejdżanu Səməd ağa Ağamalıoğlu ogłosił latynizację głównym problem rewolucji na Wschodzie. W rezultacie w 1933 r. przyjęto nowy alfabet, który zmienił zapis niektórych liter i wartości fonetyczne innych. Kolejne zmiany w alfabecie wprowadzono w 1938 roku (usunięto literę N̡n̡).
Alfabet z 1938 roku: Aa Bʙ Cc Çç Dd Ee Əə Ff Gg Ƣƣ Hh Ii  Jj Kk Qq Ll Mm Nn Oo Ɵɵ Pp Rr Ss Şş Tt Uu Vv Xx Yy Zz Ƶƶ ’ (apostrof)
Wprowadzenie nowego alfabetu spotkało się ze sprzeciwem chłopów. W 1928 i 1929 roku oraz w 1931 i 1932 roku w całym Azerbejdżanie dochodziło do aktów przemocy ze strony chłopów wobec działaczek feministycznych, nauczycieli, członków komsomołu, którzy przyjeżdżali na wsi, aby uczyć ludność nowego alfabetu.

### Alfabet cyrylicki
W maju 1939 r. rozpoczęła się dyskusja na temat konwersji alfabetu azerbejdżańskiego na zapis cyrylicą. Przedstawiono i opublikowano drukiem wiele różnych projektów. Pierwszy projekt zawierał litery Аа, Бб, Вв, Гг, Ƣƣ, Дд, Ее, Әә, Жж, Зз, Ии, Йй, Кк, Ққ, Лл, Мм, Нн, Оо, Өө, Пп, Рр, Сс, Тт, Уу, Ўў, Фф, Хх, Һһ, Чч, Ҷҷ, Шш, Ыы, ’ (apostrof). W sierpniu 1939 roku zaproponowano kolejny projekt: Аа, Бб, Вв, Гг, Gg, Һһ, Ƣƣ, Дд, Ее, Әә, Жж, Зз, Ии, Јј, Кк, Лл, Мм, Нн, Оо, Өө, Пп, Рр, Сс, Тт, Уу, Үү, Фф, Хх, Чч, Шш, Ыы, ’ (apostrof).
W rezultacie 15 listopada 1939 r. oficjalnie zatwierdzono nowy alfabet cyrylicy, opracowany przez komisję ds. alfabetu przy Radzie Komisarzy Ludowych Azerbejdżańskiej SRR.
Alfabet wprowadzony w 1939 r.: Аа, Бб, Вв, Гг, Ғғ, Дд, Ее, Әә, Жж, Зз, Ии, Йй, Кк, Ҝҝ, Лл, Мм, Нн, Оо, Өө, Пп, Рр, Сс, Тт, Уу, Үү, Фф, Хх, Һһ, Цц, Чч, Ҹҹ, Шш, Ыы, Ээ, Юю, Яя, ’ (apostrof)
Według amerykańskiego naukowca, specjalisty ds. historii krajów Bliskiego i Środkowego Wschodu, doktora filozofii Franka Hagle’a, „Litery cyrylicy lepiej niż arabskie pasują do języka azerbejdżańskiego, który wyróżnia harmonia dźwięków samogłosek. Jeśli chodzi o fonetykę, to obecny alfabet jest najbardziej odpowiedni dla języków tureckich”.
W 1947 r. z alfabetu usunięto literę Цц, wcześniej używaną do zapisu zapożyczeń rosyjskich. W 1958 roku ten sam los spotkał litery Ээ, Юю, Яя, a litera Йй została zastąpiona przez Јј. Alfabet ten był oficjalnie używany do 2001 roku. Azerowie mieszkający w Dagestanie używają cyrylicy do dziś, chociaż alfabet łaciński jest obecnie używany na lekcjach języka azerbejdżańskiego w szkołach. Charakterystyczną cechą cyrylicy azerbejdżańskiej było wykorzystywanie liter Ҝ i Ҹ, nieużywanych w żadnym innym języku.
| А а | Б б | В в | Г г | Ғ ғ | Д д | Е е |
| Ә ә | Ж ж | З з | И и | Ј ј | К к | Ҝ ҝ |
| Л л | М м | Н н | О о | Ө ө | П п | Р р |
| С с | Т т | У у | Ү ү | Ф ф | Х х | Һ һ |
| Ч ч | Ҹ ҹ | Ш ш | Ы ы | '   |     |     |

### Współczesna łacinka
W 1991 roku, po upadku ZSRR i odzyskaniu przez Azerbejdżan niepodległości, ponownie zaczęto używać alfabetu łacińskiego do zapisu języka azerbejdżańskiego. W 1992 r. rozpoczęło się stopniowe przechodzenie na alfabet łaciński, które zakończono w 2001 r.
Współczesny alfabet składa się z 32 liter:
| A a | B b | C c | Ç ç | D d | E e | Ə ə |
| F f | G g | Ğ ğ | H h | X x | I ı | İ i |
| J j | K k | Q q | L l | M m | N n | O o |
| Ö ö | P p | R r | S s | Ş ş | T t | U u |
| Ü ü | V v | Y y | Z z |     |     |     |

## Porównanie alfabetów
| Tablica transliteracji                         | Tablica transliteracji | Tablica transliteracji | Tablica transliteracji                      | Tablica transliteracji | Tablica transliteracji |
| Arabski                                        | Łacinka                | Łacinka                | Cyrylica                                    | Łacinka                | MAF                    |
| ---------------------------------------------- | ---------------------- | ---------------------- | ------------------------------------------- | ---------------------- | ---------------------- |
| w Iranie, do 1929 także w Azerbejdżańskiej SRR | 1922–1933              | 1933–1939              | w Dagestanie, do 1992 także w Azerbejdżanie | od 1992                |                        |
| ﺍ‬                                              | A a                    | A a                    | А а                                         | A a                    | [ɑː]                   |
| ﺏ‬                                              | B b                    | B ʙ                    | Б б                                         | B b                    | [b]                    |
| ﺝ‬                                              | C c                    | Ç ç                    | Ҹ ҹ                                         | C c                    | [ʤ]                    |
| چ‬                                              | Ç ç                    | C c                    | Ч ч                                         | Ç ç                    | [ʧ]                    |
| ﺩ‬                                              | D d                    | D d                    | Д д                                         | D d                    | [d]                    |
| ﻩ‬                                              | E e                    | E e                    | Е е                                         | E e                    | [ɛ]                    |
| ﻉ‬                                              | Ə ə                    | Ə ə                    | Ә ә                                         | Ə ə                    | [æ]                    |
| ﻑ‬                                              | F f                    | F f                    | Ф ф                                         | F f                    | [f]                    |
| گ‬                                              | Ƣ ƣ                    | G g                    | Ҝ ҝ                                         | G g                    | [gʲ]                   |
| ﻍ‬                                              | G g                    | Ƣ ƣ                    | Ғ ғ                                         | Ğ ğ                    | [ɣ]                    |
| ﺡ‬, ﻩ‬                                           | H h                    | H h                    | Һ һ                                         | H h                    | [h]                    |
| ﺥ‬                                              | X x                    | X x                    | Х х                                         | X x                    | [x]                    |
| ﻱ‬                                              | I̡ ı̡                    |                        | Ы ы                                         | I ı                    | [ɯ]                    |
| ﻱ‬                                              | I i                    | I i                    | И и                                         | İ i                    | [ɪ]                    |
| ﺝ‬                                              | Ƶ ƶ                    | Ƶ ƶ                    | Ж ж                                         | J j                    | [ʒ]                    |
| ﻙ‬                                              | Q q                    | K k                    | К к                                         | K k                    | [k]                    |
| ﻕ‬                                              | K k                    | Q q                    | Г г                                         | Q q                    | [g]                    |
| ﻝ‬                                              | L l                    | L l                    | Л л                                         | L l                    | [l]                    |
| ﻡ‬                                              | M m                    | M m                    | М м                                         | M m                    | [m]                    |
| ﻥ‬                                              | N n                    | N n                    | Н н                                         | N n                    | [n]                    |
| ڭ‬                                              | Ꞑ ꞑ                    | Ꞑ ꞑ                    |                                             |                        | [ŋ]                    |
| ﻭ‬                                              | O o                    | O o                    | О о                                         | O o                    | [ɔ]                    |
| ﻭ‬                                              | Ɵ ɵ                    | Ɵ ɵ                    | Ө ө                                         | Ö ö                    | [œ]                    |
| پ‬                                              | P p                    | P p                    | П п                                         | P p                    | [p]                    |
| ﺭ‬                                              | R r                    | R r                    | Р р                                         | R r                    | [r]                    |
| ﺙ‬, ﺱ ,ﺹ‬                                        | S s                    | S s                    | С с                                         | S s                    | [s]                    |
| ﺵ‬                                              | З з                    | Ş ş                    | Ш ш                                         | Ş ş                    | [ʃ]                    |
| ﺕ‬, ﻁ‬                                           | T t                    | T t                    | Т т                                         | T t                    | [t]                    |
| ﻭ‬                                              | Y y                    | U u                    | У у                                         | U u                    | [u]                    |
| ﻭ‬                                              | U u                    | Y y                    | Ү ү                                         | Ü ü                    | [y]                    |
| ﻭ‬                                              | V v                    | V v                    | В в                                         | V v                    | [v]                    |
| ﻱ‬                                              | J j                    | J j                    | Ј ј                                         | Y y                    | [j]                    |
| ﺯ ,ﺽ ,ﻅ ,ﺫ‬                                     | Z z                    | Z z                    | З з                                         | Z z                    | [z]                    |

## Transkrypcja nazw własnych
Nazwy obce są transliterowane zgodnie z regułami azerbejdżańskiej ortografii: na przykład George Bush zapisuje się jako „Corc Buş”, Gerhard Schröder – „Gerhard Şröder”, Jacques Chirac – „Jak Şirak” itp.